# Kijevsko-Pečerska lavra
Kijevsko-Pečerska lavra (ukrajinsko Києво-Печерська лавра, latinizirano: Kyjevo-Pečers'ka lavra; rusko Киево-Печерская лавра, latinizirano: Kijevo-Pečerskaja lavra), znana tudi kot Kijevski samostan v jamah, je zgodovinski pravoslavni samostan, ki je ime dal tudi enem od mestnih okrožij v katerem stoji – Pečerski rajon.
Od ustanovitve kot jamski samostan leta 1051 je bila Lavra izjemno središče vzhodnega pravoslavnega krščanstva v vzhodni Evropi. Skupaj s cerkvijo svete Sofije je pod naslovom Kijev: Katedrala svete Sofije in povezane samostanske stavbe, Kijevsko-Pečerska lavra vpisan na seznam Unescove svetovne dediščine. (Konec leta 2010 je nadzorna misija Unesca obiskala Kijevsko-Pečersko lavro in preverila stanje na lokaciji. Takrat je minister za kulturo Mihailo Kuljnjak izjavil, da zgodovinski kraj skupaj s cerkvijo svete Sofije ni ogrožen zaradi »črnega seznama« organizacije. Odbor za svetovno dediščino Unesca je junija 2013 odločil, da Kijevsko-Pečerska lavra in cerkev svete Sofije ter z njimi povezane samostanske stavbe ostanejo na seznamu svetovne dediščine) Samostanski kompleks velja za ločen nacionalni zgodovinsko-kulturni rezervat (svetišče), katerega državni status je bil podeljen 13. marca 1996. Lavra ni le v drugem delu mesta, ampak je del drugačnega svetišča kot cerkev svete Sofije. Čeprav je kulturna znamenitost, je samostan ponovno aktiven, v njem prebiva več kot 100 menihov. 21. avgusta 2007 je bil na podlagi glasovanja strokovnjakov in internetne skupnosti imenovan za eno od sedmih ukrajinskih čudes.
Jurisdikcija nad lokacijo je razdeljena med državni muzej, Nacionalni zgodovinsko-kulturni rezervat Kijev-Pečersk, Pravoslavno cerkvijo Ukrajine in nekatere druge verske organizacije.

## Etimologija in druga imena
Beseda pečera pomeni 'jama', 'votlina'. Z besedo lavra so opisani pomembni moški samostani za menihe vzhodne pravoslavne cerkve. Zato je ime samostana prevedeno tudi kot Kijevski jamski samostan ali Kijevske samostanske jame (на печерах).

## Zgodovina

### Ustanovitev in zgodnja zgodovina
Trenutno je Kijevsko-Pečerska lavra v središču Kijeva, na desnem, visokem bregu Dnepra in zavzema dva hriba, ločena z globoko votlino, ki se spušča do reke.
V 11. stoletju je bilo območje današnjega samostana pokrito z gozdom; tu se je za molitev upokojil duhovnik bližnje vasi Berestova, Hilarion, ki si je tu sam izkopal jamo. Leta 1051 je bil Hilarion imenovan za kijevskega metropolita in njegova jama je ostala prazna. Glede na  kroniko (starovzhodnoslovansko Повѣсть времѧньныхъ лѣтъ, Pověstĭ vremęnĭnyxŭ lětŭ) se je v začetku 11. stoletja Anton, pravoslavni menih iz samostana Esfigmen na gori Atos, izvorno iz Liubeča v Kneževini Černigov, vrnil v Kijevsko Rusijo in se naselil v Kijevu kot misijonar samostanske tradicije. Izbral je jamo na gori Berestov, ki je gledala na reko Dneper in kmalu se je razvila skupnost učencev. Anton je od velikega vojvode Izjaslava I. Kijevskega dobil dovoljenje za uporabo celotne gore nad jamo. Na mestu sedanje glavne cerkve (1062) je bila zgrajena cerkev; nastajajoči samostan je bil imenovan Pečerski (v staroruskem jeziku pečera - jama in na splošno katero koli podzemno bivališče). Teodozij je bil hkrati hegumen. V samostane je vnesel koordinacijsko studitsko listino, ki so si jo izposodili od tu in drugih ruskih samostanov. Hudo asketsko življenje menihov in njihova pobožnost sta samostanu pritegnili pomembne prispevke.
Leta 1073 je bila pod opatom Janezom postavljena, dokončana in posvečena kamnita cerkev leta 1089. Freske in mozaike so izdelali umetniki iz Konstantinopla.

### Napadi in obnova samostana
Leta 1096 je samostan, ki se še ni okrepil, doživel strašen napad Kumanov. Pravoslavna svetišča so bila oropana in oskrunjena. Kumani so skoraj prišli v sam Kijev. Toda že leta 1108 je bil pod opatom Teoktistom samostan obnovljen in poleg tega so se v njem pojavile nove zgradbe: kamnit refektorij skupaj s cerkvijo na ukaz in na račun kneza Gleba Vseslaviča.
Ves samostan je bil ograjen s palisado. Pri samostanu je bila hiša za goste, ki jo je zgradil Teodozij za zavetje revnih, slepih in šepavih; zanjo je bilo dodeljenih 1/10 samostanskih dohodkov. Vsako soboto je samostan poslal voz kruha za ujetnike. S preselitvijo bratov v velik samostan so jame spremenili v grobnice za menihe, katerih trupla so bila položena na obeh straneh jamskega hodnika v vdolbinah obzidja. Samostan je imel tudi vas Lesniki. Teodozij si je tam izkopal jamo, v kateri je živel v času velikega posta. V 11. in 12. stoletju je iz samostana prišlo do 20 škofov, vsi pa so do domačega samostana ohranili veliko spoštovanje.
Leta 1151 so samostan oropali Turki, leta 1169 pa so se med zavzetjem Kijeva združile čete kijevskih, novgorodskih, suzdalskih, černigovskih, smolenskih knezov in poganskih stepskih prebivalcev (Berendey), ki so se mu pridružili. Leta 1203 so Rurik Rostislavič in Kumani z novim opustošenjem Kijeva oropali Kijevsko-Pečerski samostan. Toda najhujše opustošenje Lavre se je zgodilo leta 1240, ko so horde Mongolov zavzele Kijev in prevzele v posest celotno južno rusko deželo.
Menihi Kijevsko-Pečerskega samostana so bili delno pobiti, delno so pobegnili. Ni znano, kako dolgo je trajala opustitev samostana; v 14. stoletju je bil že obnovljen in velika cerkev je postala grobnica mnogih knežjih in plemiških družin. Nesreče zaradi invazije mongolsko-tatarskih držav so se v Kijevu ponovile večkrat - leta 1300, leta 1399. Leta 1470 je kijevski princ Semjon Olelkovič obnovil in okrasil veliko cerkev, vendar je že leta 1482 krimsko-tatarska vojska kana Menglija I. Giraja požgala in oropala samostan. Velikodušne donacije so mu spet omogočile, da si je kmalu opomogel. Leta 1593 je imel v lasti dve mesti - Radomisl in Vasilkov, do 50 vasi in približno 15 vasi v različnih delih zahodne Rusije, z ribolovom, prevozi, mlini, dajatvami od medu ter bobri. Od 15. stoletja je samostan prejel pravico pošiljanja v Moskvo po zbiranje donacij. V letih 1555-1556 je bila velika cerkev ponovno obnovljena in okrašena.

### Poskusi prerazporeditve
Po Brestovski uniji leta 1596 je bil poskus da bi samostan, ki je bil neposredno v pristojnosti ekumenskega patriarha, podrediti kijevskemu unijatskemu metropolitu; toda menihi pod vodstvom arhimandrita Nikiforja Turja so se oboroženo upirali. Tudi drugi poskus unijatov, da bi samostan prevzeli leta 1598, je bil neuspešen. Samostan je tudi uspel ubraniti svoja prostrana posestva pred unijati.
Hkrati je konec 16. stoletja samostan dobil status stavropegije carigrajskega patriarha. S širitvijo unijatstva je Lavra postala trdnjava pravoslavja na jugozahodu Rusije.

### 17.–18. stoletje
Pod vodstvom arhimandrita Eliseja Pleteneckija in Zaharija Kopistenskega je v samostanu delovala tiskarna, ustanovljena leta 1616, v okviru boja proti unijatstvu pa se je začelo tiskanje liturgičnih in polemičnih knjig. Pjotr Mohila je tu ustanovil šolo, ki je bila kasneje združena z bratsko šolo in je bila začetek kolidža Kiev-Mohila.
Hetman Ivan Samojlovič je Lavro obdal z zemeljskim obzidjem, Mazepa pa s kamnitim zidom. Kasneje, tudi pod Petrom I., so bile zgrajene utrdbe tipa bastijon, zaradi česar je bila trdnjava Pečersk glavna utrdba Kijeva.
Leta 1718 je požar uničil veliko cerkev, arhiv, knjižnico in tiskarno. Leta 1729 so cerkev obnovili.
V letih 1731–1745 so na jugozahodu Velike cerkve zgradili Veliki zvonik Lavre; višina s križem je 96,5 m. Prva dela na gradnji zvonika so začeli leta 1707 na stroške Ivana Mazepe; dokončal ga je nemški arhitekt Gottfried Schedel.
V 19. stoletju je bila Lavra sestavljena iz šestih samostanov.
V bližini glavnih vrat Lavre je samostan sv. Trojice, ki ga je v 12. stoletju ustanovil černigovski princ Nikolaj Svjatoša.
V Veliki cerkvi je bila po legendi čudežna ikona Marijinega vnebovzetja, ki so jo grški umetniki čudežno sprejeli v cerkvi Blachernae in jo pripeljali v Kijev. V njej so počivale relikvije svetega Teodozija in prvega kijevskega metropolita Mihaela Kijevskega, v njem pa je bila glava svetega enakovrednega apostolom princa Vladimirja. V niši na severozahodnem vogalu cerkve je nagrobnik kneza Konstantina Ostroškega. Pod oltarjem stranskega oltarja je grobnica Stefanovskega. V bogoslovnem stranskem oltarju je bila ikona Matere božje, pred katero je Igor Olgovič molil med svojim atentatom leta 1147. V srednjem delu templja je bilo več grobnic, med drugim metropoliti Peter Mogila, Varlaam Jasinski in feldmaršal Peter Rumjanvev.
V zakristiji Lavre so se hranili evangeliji, izjemni v svoji antiki in vrednosti, posoda in oblačila ter zbirka portretov. V koru je bila knjižnica Lavre in njeni dokumenti. Nekdanji depozitar knjig je verjetno pogorel leta 1718.
Bližnje in Dalje jame ločuje grapa in gorski greben. Relikvije 80 svetnikov počivajo v Bližnjih in 45 v Daljnih kamah.
Leta 1688 je bila Lavra podrejena moskovskemu patriarhu, njen arhimandrit pa je dobil primat nad vsemi ruskimi metropoliti.
Leta 1786 je bila Lavra podrejena kijevskemu metropolitu, ki je dobil naslov svetega arhimandrita. Upravljal je guverner skupaj z duhovno cerkvijo.

### Sovjetski čas
25. januarja (po starem koledarju) 1918 je bil umorjen opat Lavre, metropolit kijevsko-galicijski Vladimir (Epifanija).
Po letu 1919 je samostanska skupnost še naprej obstajala kot artel.
Od začetka leta 1924 je bila Lavra v neposredni pristojnosti patriarha Tihona.
Na vseukrajinskem predkoncilskem zasedanju (обновленческом), ki je potekalo od 11. do 15. novembra 1924 v Harkovu, je bilo v poročilu renovavacionističnega metropolita Kijeva Inocenca (Pustinski) sprejeta resolucija o prenosu Kijevsko-Pečerske lavre v jurisdikcijo Vseslovanske svete sinode, kar se je zgodilo 15. decembra 1924.
29. septembra 1926 sta VUCIK in Svet ljudskih komisarjev Ukrajinske SSR sprejela resolucijo o »Priznanju nekdanje Kijevsko-Pečerske lavre kot zgodovinsko-kulturnega državnega rezervata in o njeni preobrazbi v vseukrajinsko muzejsko mesto«. Postopna izselitev samostanske skupnosti iz novonastalega muzeja se je končala v začetku leta 1930 s popolno likvidacijo samostana. Nekatere brate so odpeljali in ustrelili, ostale pa zaprli ali pregnali. Lavra je bila ukinjena.
V eni od zgradb je bila Državna zgodovinska knjižnica Ukrajine (tam se nahaja do zdaj). Na ozemlju Lavre je nastal muzejski kompleks, ki je vključeval Muzej knjige, Muzej zgodovinskih zakladov itd.
Med nemško okupacijo Kijeva je bila v Lavri organizirana policijska postaja, kjer so okupacijske oblasti pobile približno 500 civilistov..
Z dovoljenjem nemških oblasti se je 27. septembra 1941 v obzidju Lavre nadaljevalo samostansko življenje; na čelu bratov je bil škof Schema (prej iz Hersona in Tavride) Anthon (princ David Abašidze), menih iz Lavre.
3. novembra 1941 so nemški zavojevalci razstrelili cerkev Vnebovzetja (obnovljena leta 2000), kar je navedeno v gradivu nürnberškega procesa. Pred uničenjem templja so bile pod vodstvom komisarja rajha Ericha Kocha vrednote templja odstranjene. Cerkev je bila razstreljena, da bi skrili sledi svojega plenjenja, pa tudi v skladu z nacistično politiko uničevanja nacionalnih svetišč, da bi oslabili nacionalno identiteto osvojenih ljudstev.
Eksplozijo cerkve so Nemci posneli na film in je bil vključen v uradno kinokroniko. Sredi 1990-ih so bili njeni posnetki najdeni v zasebni zbirki v Oberhausenu in poslani v Kijev s pomočjo dr. Wolfganga Eichwedeja, direktorja Raziskovalnega centra za vzhodno Evropo (Forschungsstele Osteuropa) na Univerzi v Bremnu, ki se ukvarja z vprašanji restitucije. Tako so nemške oblasti vnaprej vedele za čas eksplozije in omogočile svojemu operaterju, da izbere varno točko za spektakularno razstrelitev. Po nedavno odprtih arhivskih dokumentih in spominih so Nemci sami priznali svojo vpletenost v uničenje cerkve. To dokazujejo spomini in izpovedi številnih nacističnih voditeljev in vojske: ministra za oborožitev Alberta Speerja, vodje skupine za versko politiko ministrstva za okupirana vzhodna ozemlja Karla Rosenfelderja, častnika Wehrmachta Friedricha Heyerja, ki imel čin evangeličanskega duhovnika, SS Obergruppenfuehrer Friedrich Jeckeln, ki je neposredno vodil tempelj ...
Po osvoboditvi Kijeva leta 1943 sovjetske oblasti Lavre niso upale znova zapreti. Samostan je bil ponovno zaprt med protiverskimi kampanjami "Hruščov" leta 1961.

### Oživitev samostana; moderno življenje
Junija 1988 je bilo v zvezi s praznovanjem 1000. obletnice krsta Rusije z resolucijo Sveta ministrov Ukrajinske SSR ozemlje Daljnih jam prenešeno v novo ustanovljeno samostansko skupnost Pečersk.
Samostan je deloval pod Ukrajinsko pravoslavno cerkvijo moskovskega patriarhata. Prvi opat obnovljenega samostana je bil metropolit Kijeva in vse Ukrajine Filaret (Denisenko) (leta 1992 prepovedan in izgnan), namestnik pa arhimandrit Jonatan (Jeleckih) (od 22. novembra 2006 - nadškof (danes metropolit) ) iz Tulčina in Braclava). Od leta 1992 do 2014 je opat (sveti arhimandrit) Lavre - metropolit Kijeva in vse Ukrajine Vladimir (Sabodan), katerega prebivališče je na ozemlju samostana.
Leta 2023 Ukrajinski pravoslavni cerkvi moskovskega patriarhata niso podaljšali pogodbe za najem lavre, ker je po ruski invaziji delovala za Rusijo. Njeno mesto je prevzela Pravoslavna cerkev Ukrajine in nekatere druge verske organizacije.

## Stavbe
Kijevsko-Pečerska lavra vsebuje številne arhitekturne spomenike, od zvonikov do cerkev ter jamskih sistemov in močnih kamnitih utrdbenih zidov. Med glavnimi znamenitostmi Lavre so:
- Cerkev Marijinega oznanjenja
- Veliki zvonik Lavre
- Zvonik v bližnjih jamah
- Zvonik v daljnih jamah
- Cerkev sv. Križa
- Cerkev Marijinega vnebovzetja
- Župnijska cerkev menihov Antona in Teodozija
- Cerkev vseh častitljivih očetov Pečerskih
- Cerkev "Življenjski vir"
- Cerkev Vseh svetih
- Cerkev in nekdanje bolniške komore samostana Nikolsky
- Cerkev Rojstva Blažene Device
- Cerkev Odrešenika na Berestovu
- Cerkev Kristusovega vstajenja

V Lavri so tudi številne druge stavbe, med drugim: samostan sv. Nikolaja, kijevska teološka akademija in semenišče ter Debosketovsko obzidje.

### Zvonik Velike lavre
Zvonik Velike Lavre je ena najpomembnejših značilnosti kijevskega obzorja in med glavnimi znamenitostmi Lavre. Z višino 96,5 metra je bil najvišji prostostoječi zvonik v času gradnje v letih 1731–1745, zasnoval pa ga je arhitekt Johann Gottfried Schädel. Je stavba v klasicističnem slogu in je sestavljena iz štirih nadstropij s pozlačeno kupolo na vrhu.

### Cerkev Vnebovzetja
Zgrajena v 11. stoletju, je bila glavna cerkev samostana uničena med drugo svetovno vojno, nekaj mesecev po tem, ko so nacistične nemške čete zasedle mesto Kijev in kontroverzne eksplozije Hreščatik leta 1941, ki so uničile glavno ulico mesta. Po navedbah sovjetskih oblasti so cerkev uničile napredujoče nemške čete, medtem ko so nemške oblasti krivdo naprtile umikajočim sovjetskim četam, ki so izvajale taktiko požgane zemlje in razstrelile vse mostove v Kijevu preko Dnepra.
Od leta 1928 so sovjetske oblasti samostan preuredile v muzejski park in po vrnitvi ni bilo več prizadevanj za obnovo cerkve. Tempelj je bil dokončno obnovljen leta 1995 po osamosvojitvi Ukrajine, gradnja je bila končana v dveh letih. Nova cerkev Vnebovzetja je bila posvečena leta 2000.

### Vhodna cerkev Svete trojice
Vhodna cerkev sv. Trojice stoji na vrhu Svetih vrat, kjer je vhod v samostan. Po legendi je to cerkev ustanovil černigovski knez Svjatoslav II. Zgrajena je bila na starodavni kamniti cerkvi, ki je nekoč stala na njenem mestu. Po požaru leta 1718 je bila cerkev obnovljena, njene spoštovane fasade in notranje stene so obogatene z okrašenimi štukaturami, ki jih je izdelal obrtnik V. Stefaovič. V 18. stoletju je bila zgrajena nova pozlačena kupola v obliki hruške, fasada in zunanje stene so bile okrašene s štukaturnimi rastlinskimi okraski in veža, zgrajena iz kamna, pritrjena na severni konec. V začetku 20. stoletja so fronte in stene ob vhodu poslikali ikonopisci pod vodstvom V. Sonina. V notranjosti cerkve so freske slikarja Alimpija Galika iz zgodnjega 18. stoletja.

### Refektorijski prostori s cerkvijo sv. Antona in Teodozija
Refektorij s cerkvijo svetih Antona in Teodozija je tretja v vrsti templjev. Prvotni tempelj je bil zgrajen v 12. stoletju in od njega ni ostalo nobenih risb ali vizualnih upodobitev. Drugi tempelj je bil zgrajen v času Kozaškega hetmanata, ruske oblasti pa so ga razstavile v 19. stoletju. Nadomestili so ga s sedanjim templjem, ki ga pogosto imenujejo Refektorijska cerkev Kijevsko-Pečerske lavre.

### Cerkev Vseh svetih
Cerkev vseh svetih, postavljena v letih 1696–1698, je lep primerek ukrajinske baročne arhitekture. Za cerkvena pročelja so značilni bogati arhitekturni okraski. Leta 1905 so učenci umetniške šole Lavra poslikali notranje stene cerkve. Izrezljani leseni ikonostas je večplasten in je bil narejen za cerkev Vseh svetih v začetku 18. stoletja.

### Cerkev Odrešenika v Berestovu
Cerkev Odrešenika v Berestovu stoji severno od Kijevsko-Pečerske lavre. Zgrajena je bila v vasi Berestove okoli začetka 11. stoletja v času vladavine princa Vladimirja Monomaha. Kasneje je služila kot mavzolej dinastije Monomah, med drugim tudi Jurija Dolgorokega, ustanovitelja Moskve. Cerkev Odrešenika v Berestovu je sicer zunaj utrdb Lavre, a je del kompleksa Kijevske-Pečerske lavre.

### Votline
Main article: Near Caves
Votline – jame – Kijevske-Pečerske lavre so sistem ozkih podzemnih hodnikov (širokih približno 1-1½ metra in visokih 2-2½ metrov), skupaj s številnimi bivalnimi prostori in podzemnimi kapelicami. Leta 1051 se je menih Anton naselil v stari jami na hribu blizu Lavre. Ta jama je dobila dodatke, vključno s hodniki in cerkvijo in so zdaj Daljne jame. Leta 1057 se je Anton preselil v jamo v bližini Zgornje lavre, ki se danes imenuje Bližnje jame.
Tuji popotniki v 16. in 17. stoletju so zapisali, da so se katakombe raztezale na stotine kilometrov in segale do Moskve in Novgoroda , in širile zavest o Kijevsko-Pečerski lavri.

### Grobnice
V Lavri je več kot sto grobnic. Spodaj so najbolj pomembne:
- Ilja Muromec - v jamah (ok. 11. – 12. stoletje)
- Nestor Kronist - v bližnjih jamah (ok. 1114)
- sveta Kukša - v bližnjih jamah (ok. 1114)
- Alipi jame - v bližnjih jamah (ok. 1114)
- Agapetus iz Pečerska - v bližnjih jamah (ok. 11. stoletje)
- Oleg, sin Vladimirja II. Monomaha - v cerkvi Odrešenika v Berestovu (okoli 12. stoletja)
- Evfemia iz Kijeva, hči Vladimirja II. Monomaha - v cerkvi Odrešenika v Berestovu (1139)
- Jurij Dolgoroki - v cerkvi Odrešenika v Berestovu (1157)
- Skirgaila - regent Veliki knez Litve (1397)
- Konstanti Ostrogski - blizu Marijine cerkve (1530)
- Vasilij Kočubej - v bližini župnijske cerkve (1708)
- Ivan Iskra - v bližini župnijske cerkve (1708)
- Pjotr Stolipin - v bližini župnijske cerkve (1911)
- Sv. Spiridon - v jamah (ok. 19. – 20. stoletje)
- Papež Klemen I. - njegova glava v Daljnih jamah (njegove preostale relikvije sta prinesla v San Clemente v Rimu sv. Ciril in Metod)

V sovjetski dobi so telesa svetnikov, ki so ležala v jamah, ostala nepokrita zaradi zanemarjanja režima do religije. Po padcu Sovjetske zveze pa so bila telesa prekrita s krpo in do danes ostajajo v istem stanju.

## Muzej
Kijevsko-Pečerska lavra je eden največjih muzejev v Kijevu. Razstava je dejanski sklop ozemelj Zgornje (Bližnje jame) in Spodnje (Daljne jame) Lavre, v katerih so številne pretekle arhitekturne relikvije. Zbirka znotraj cerkva in jam vključuje predmete iz plemenitih kovin, grafike, portrete višjih duhovnikov in redke fotografije cerkvene hierarhije. Glavna razstava vsebuje predmete od 16. do začetka 20. stoletja, ki vključujejo kelihe, križe in tekstil iz 16. do 19. stoletja z ročnimi deli in vezeninami ukrajinskih mojstrov. Preostanek zbirke sestavljajo kosi tiskarne Lavre in ikonopisne delavnice Lavre. Muzej ponuja oglede katakomb, ki vsebujejo ostanke pravoslavnih svetnikov ali njihove relikvije. Jame so geološko zanimive, ker so izkopane v puhlico. So ena najobsežnejših pojavov puhličnih jam na svetu. Muzeji Lavra vključujejo:
- Muzej zgodovinskih zakladov Ukrajine
  - zaklad Martinivka
- Muzej zgodovine knjig in tiskovin
- Muzej ukrajinske ljudske umetnosti
- Muzej gledališke in filmske umetnosti
- Državna zgodovinska knjižnica